# Herland
Herland, (en castellano, Dellas: un mundo femenino, 2000, Matriarcadia, 2018, El país de las mujeres, 2019) es una novela utópica feminista de 1915, escrita por la feminista estadounidense Charlotte Perkins Gilman. El libro describe una sociedad aislada compuesta íntegramente por mujeres, que tienen hijos sin hombres (partenogénesis, una forma de reproducción asexual). El resultado es un orden social ideal: libre de guerras, conflictos y dominación. Se publicó por primera vez en entregas mensuales como una serie en 1915 en The Forerunner, una revista editada y escrita por Gilman entre 1909 y 1916, con su secuela, With Her in Ourland, que comenzó en la edición de enero de 1916. A menudo se considera que el libro es el volumen intermedio de su trilogía utópica, precedido por la novela Moving the Mountain (1911). No se publicó en forma de libro hasta 1979.

## Argumento
La historia se cuenta desde la perspectiva de Vandyck "Van" Jennings, un estudiante de sociología que, junto con dos amigos, Terry O. Nicholson y Jeff Margrave, forma un grupo de expedición, para explorar una tierra desconocida de la que se rumorea que está habitada por una sociedad integrada exclusivamente por mujeres. Los tres amigos no se creen del todo los rumores, pues no pueden concebir cómo podría darse la reproducción humana sin varones. Los hombres especulan sobre cómo sería una sociedad de mujeres, conjeturando cada uno de ellos de manera diferente y basándose en el estereotipo de mujer que más aprecia cada amigo: Jeff considera a las mujeres como cosas a las que hay que servir y proteger; Terry las ve como cosas que deben ser conquistadas y ganadas.
Cuando los exploradores llegan a su destino, proceden con precaución, ocultando el biplano en el que llegan e intentando mantenerse ocultos en los bosques que bordean el terreno. Son rápidamente encontrados por tres mujeres jóvenes que se dan cuenta de que los están observando desde las copas de los árboles. Después de intentar atrapar a las chicas con engaños, los hombres terminan persiguiendo a las jóvenes hacia un pueblo o aldea. Las mujeres los dejan atrás fácilmente y desaparecen entre las casas, que, según Van, están excepcionalmente bien hechas y son atractivas. Después de conocer a los primeros habitantes de esta nueva tierra (que Van llama "Herland"), los hombres proceden con más cautela y notan que las chicas que conocieron eran fuertes, ágiles y sin ningún miedo. Su precaución está justificada, porque cuando los hombres entran al pueblo donde desaparecieron las niñas, son rodeados por un gran grupo de mujeres, que los llevan hacia un edificio que parece oficial. Los tres hombres intentan escapar, pero el gran grupo de mujeres los domina rápida y fácilmente y acaban anestesiándolos.
Los hombres se despiertan y se encuentran cautivos en un edificio parecido a una fortaleza. Se les proporciona alojamiento confortable, ropa limpia y comida. Las mujeres asignan a cada hombre un tutor que les enseña su idioma. Van toma muchas notas sobre el nuevo país y su gente, y comenta que todo, desde la ropa hasta los muebles, parece estar hecho teniendo en cuenta los ideales gemelos del pragmatismo y la estética. Las propias mujeres parecen inteligentes y astutas, valientes y pacientes, con una notable falta de temperamento y una comprensión aparentemente ilimitada hacia sus cautivos. Las mujeres están deseosas de aprender sobre el mundo exterior e interrogan con entusiasmo a los hombres sobre todo tipo de cosas. A menudo, Van tiene dificultades para justificar las prácticas de su propia sociedad, como el ordeño de vacas y la tenencia de propiedades, cuando se enfrenta a la aparente utopía que las mujeres han logrado construir.
Después de estar cautivos durante varios meses, los hombres escapan de la fortaleza y escapan a campo traviesa hasta donde dejaron su biplano. Al encontrar el biplano cosido dentro de una gran cubierta de tela, los hombres no pueden escapar y las mujeres los recapturan con resignación. De todos modos, las tratan bien y pronto aprenden que se les dará rienda suelta cuando dominen el lenguaje de las mujeres y demuestren que se puede confiar en ellas. Van comenta la dificultad personal de Terry para tratar con las mujeres, quienes se niegan rotundamente a cumplir con sus expectativas sobre cómo deben actuar las mujeres, aunque Jeff parece perfectamente enamorado de las mujeres y su amabilidad.
Van descubre gradualmente más información sobre la sociedad de mujeres y descubre que la mayoría de los hombres murieron hace dos mil años, cuando una erupción volcánica cerró el único paso de salida de Herland. Los hombres restantes eran en su mayoría esclavos que mataban a los hijos de sus amos muertos y a las ancianas, con la intención de apoderarse de la tierra y de las jóvenes con ella. Sin embargo, las mujeres se defendieron y mataron a los esclavos. Después de un período de desesperanza ante el inminente fin de su raza, aislados del resto del mundo y sin ningún hombre, una mujer entre los supervivientes quedó embarazada y dio a luz a una niña, y después a cuatro niñas más. Las cinco hijas de esta mujer también crecieron y tuvieron cinco hijas cada una. Este proceso amplió rápidamente su población y condujo a la exaltación de la maternidad. Desde entonces las mujeres se habían dedicado a mejorar sus mentes, trabajar juntas y criar a sus hijos; siendo el puesto de maestro uno de los más venerados y respetados del país.
A medida que a los hombres se les permite más libertad, cada uno entabla una relación con una de las mujeres que habían visto por primera vez a su llegada: Van con Ellador, Jeff con Celis y Terry con Alima. Al no haber tenido hombres durante dos mil años, las mujeres aparentemente no tienen experiencia ni memoria cultural sobre el amor romántico o las relaciones sexuales. En consecuencia, las incipientes relaciones de pareja avanzan con cierta dificultad y mucha explicación. A Terry, en particular, le resulta difícil adaptarse a tener una relación con una mujer que no es una "mujer" en sus términos. Al final, las tres parejas se "casan", aunque las mujeres en gran medida no ven el sentido de tal cosa y, como no tienen una religión particular, la ceremonia es más pagana que cristiana.
Sus matrimonios causan mucha reflexión a los hombres; las mujeres con las que se casaron no tienen idea de lo que implica ser esposa o ser femenina. A Van le resulta frustrante a veces, aunque al final está agradecido por su maravillosa amistad con Ellador y el intenso amor que siente por ella. Terry no es tan sabio y, frustrado, intenta violar a Alima. Después de ser inmovilizado a la fuerza y nuevamente anestesiado, Terry es juzgado ante las mujeres y se le ordena regresar a su tierra natal. Los otros hombres, aunque desaprueban las acciones de Terry, las ven simplemente como descorteses en lugar de criminales. Van le explica a Ellador: "[Crimen] es una palabra bastante dura. Después de todo, Alima era su esposa, ya sabes".
Van se da cuenta de que debe acompañar a Terry a casa en el biplano y Ellador no le permitirá irse sin ella. Al final, tanto Terry como Van dejan Herland con la promesa de no revelar la utopía hasta que Ellador haya regresado y ese plan se haya discutido completamente. Jeff decide quedarse y vivir en Herland con su esposa, Celis, ahora embarazada. Van intenta preparar a Ellador para regresar a su mundo, pero siente mucha inquietud por lo que encontrará allí.

## Temas principales
El libro destaca el tema de la comunidad, esencial para una sociedad exclusivamente femenina. Las mujeres conservan su individualidad mientras mantienen la idea de consensuar con la mayoría de la comunidad. Ésta es la que toma decisiones sobre la procreación de los hijos recurriendo a la eugenesia.
Los escritos de Gilman han sido muy populares entre las feministas por su parecido con el feminismo contemporáneo. Gilman promovió el feminismo con énfasis en los derechos reproductivos de las mujeres independientemente de la opinión de los hombres.

## Análisis feminista
Este libro es significativo porque visualizó una utopía ficticia que presenta la filosofía descrita en el libro feminista, aclamado por la crítica, de Gilman, Mujeres y economía, al demostrar visualmente su crítica a la dependencia antinatural de las mujeres respecto al modelo masculino como sostén de la familia. En Herland, la expulsión de los hombres incita a una nueva libertad económica de las mujeres. Gilman utilizó esta utopía para probar las teorías definidas en Mujeres y Economía, como la "Teoría Ginecocéntrica" de Lester Frank Ward, que declaró que "el sexo femenino es primario y el masculino secundario en el esquema orgánico".
Herland ayuda a establecer un modelo económico muy temprano que favorece a la trabajadora al adherirse a la reproducción social. En The Waste of Private Housekeeping, Gilman afirmó: "El principal desperdicio de nuestra 'economía doméstica' reside en el hecho de que es doméstico". Cuando Terry en Herland expresa que en los Estados Unidos la mayoría de las mujeres se quedaban en casa en lugar de "trabajar", las mujeres le preguntan qué quiere decir cuando dice que las mujeres no "trabajan". ¿Cuidar a los niños no se considera trabajo?
Aunque las ideas de Gilman apuntaban a empoderar a las mujeres en el lugar de trabajo, su discurso sobre eugenesia, pureza racial y "sirvientes" insinúa un sistema de supremacía blanca donde no se abordan las luchas de las mujeres trabajadoras de color.
Además, en un esfuerzo por subvertir el sistema dominado por los hombres, Gilman trascendió esta subyugación masculina a una forma diferente: Lynne Evans afirma que el énfasis excesivo en los niños invoca un sistema de subyugación similar al patriarcado.
Deborah L. Madsen sostiene que un enfoque feminista marxista puede mejorar la comprensión de los lectores sobre los escritos de Gilman, ya que expone "la construcción ideológica del yo bajo el patriarcado" en Herland al "representar al mundo de una manera utópica, como debería ser en lugar de lo que es, con mujeres en posesión de igualdad de derechos, responsabilidades y dignidad que provienen de la realización de su pleno potencial humano".

## Significado y recepción literaria
Tras su publicación en la revista The Forerunner, Herland y su secuela, With Her in Ourland, fueron olvidadas a mediados del siglo XX. En 1968, la editorial Greenwood Reprints reimprimió en facsímil la tirada completa de The Forerunner como parte de la serie Radical Periodicals in the United States, 1890-1960. Sin embargo, no fue hasta la reimpresión del cuento canónico de Gilman, The Yellow Wallpaper en 1973, que su trabajo comenzó a recibir mayor atención académica.
En 1979, Herland fue reeditada como novela independiente por Pantheon Books, con una extensa introducción de la académica Ann J. Lane que la ubicó dentro de los discursos feministas y con el subtítulo Una novela utópica feminista perdida. Lane también fue la primera en sugerir en su introducción una "Trilogía utópica" de novelas de Gilman, incluidas Moving the Mountain (1911), Herland y With Her in Ourland, que habían sido publicadas en The Forerunner. En The Ultimate Guide to Science Fiction, David Pringle se refirió a Herland como "una obra feminista importante, olvidada hace mucho tiempo y recientemente publicada por primera vez en forma de libro".

## Ediciones en castellano
- Dellas, un mundo femenino, Editorial Abraxas, Barcelona, 2000, ISBN 9788495536082
- El país de las mujeres, Editorial Escolar y mayo de 2019, ISBN 9788417134747
- Matriarcadia; estudio preliminar de Ramón Cotarelo García y traducción de Celia Merino Redondo, Ediciones Akal, Madrid, 2018, ISBN 9788446045335